# 青塘镇 (英德市)
青塘镇，是中华人民共和国广东省清远市英德市下辖的一个乡镇级行政单位。

## 行政区划
青塘镇下辖以下地区：
青塘社区、青北村、新青村、石联村、榄村、青南村、榔社村和建新村。